# Пранович, Игнат Алексеевич
Игнат Алексеевич Пранович (бел. Ігнат Аляксеевіч Прановіч; род. 2 мая 2003, Минск) — белорусский футболист, полузащитник клуба «Минск». Высутает на правах арендного соглашения в новополоцком «Нафтане».

## Карьера

### «Минск»
Воспитанник футбольной академии «Минска» в раннем детстве занимался баскетболом. Первым тренером футболиста был Виталий Юрьевич Тараканов. В 2021 году футболист стал выступать за дублирующий состав, несколько раз попав в заявку основной команды клуба. В марте 2022 года футболист на правах арендного соглашения присоединился к новополоцкому «Нафтану» до конца сезона. Дебютировал за клуб футболист 9 апреля 2022 года в матче против петриковского «Шахтёра», выйдя на замену на 76 минуте. Дебютным забитым голом за клуб футболист отличился 22 мая 2022 года в матче против «Макслайна». На протяжении сезона футболист был в клубе одним из ключевых игроков клуба, отличившись 4 забитыми голами и 4 результативными передачами. По итогу сезона футболист вместе с новополоцким клубом стал победителем чемпионата, получив прямое повышение в Высшую лигу. По окончании срока арендного соглашения футболист покинул клуб.

#### Сезон 2023
В январе 2023 года футболист, вернувшись в распоряжение «Минска», присоединился к основной команде, в составе которой начал готовиться к новому сезону. Дебютировал за клуб футболист 17 марта 2023 года в матче против мозырской «Славии», выйдя на поле в стартовом составе. На протяжении первой половины сезона футболист футболист выступал за столичный клуб в роли одного из основных игроков, чередуя матчи в стартовом составе и со скамейки запасных, однако с июня 2023 года стал оставаться на скамейке запасных, на поле так и не выйдя. За данный период сезона футболист результативными действиями не отличился.

#### Аренда в «Нафтан»
В июле 2023 года футболист на правах арендного соглашения вернулся в новополоцкий «Нафтан» до конца сезона. Первый матч за клуб в сезоне футболист сыграл 22 июня 2023 года в матче Кубка Беларуси против долбизновской «Нивы», выйдя на поле в стартовом составе. Первый матч в чемпионате футболист сыграл 4 августа 2023 года против солигорского «Шахтёра», выйдя на замену на 53 минуте. Первым в сезоне забитым голом за клуб футболист отличился 18 августа 2023 года в матче против «Энергетика-БГУ». На протяжении сезона футболист выступал а клуб в роли одного из основных игроков, отличившись 2 забитыми голами и результативной передачей. По итогу сезона футболист вместе с клубом завершил чемпионат на итоговом двенадцатом месте, сохранив прописку в чемпионате. По окончании срока арендного соглашения футболист покинул клуб.
В январе 2024 года новополоцкий «Нафтан» продлил аренду футболиста ещё на сезон. Новый сезон футболист начал 16 марта 2024 года с матча против гродненского «Немана», выйдя на поле в стартовом составе. Первыми забитыми голами за клуб в сезоне футболист отличился 7 апреля 2024 года в матче против минского «Динамо», оформив дубль.

## Международная карьера
В мае 2021 года футболист получил вызов в юношескую сборную Беларуси до 19 лет. Дебютировал за сборную 2 июня 2021 года в матче против сборной Азербайджана.

## Достижения
«Нафтан»
- Победитель Первой лиги: 2022